# Санта-Каталина (Жужуй)
Санта-Каталина (исп. Santa Catalina) — посёлок и муниципалитет в Аргентине.  Входит в состав департамента Санта-Каталина и провинции Жужуй. Административный центр департамента Санта-Каталина.
Численность населения — 305 жителей (2010).

## Расположение
Посёлок  расположен на берегу одноимённой реки Санта-Каталина.

## Климат
Климат холодный и сухой с большими среднесуточными колебаниями температуры и низким количеством осадков летом.

## Экономика
Санта-Каталина - бывший город добычи золота. Даже сегодня золотая промывка в реке возможна в небольших непроизводственных количествах. 
Основным видом деятельности местного населения является разведение лам, овец и коз, а также выращивание персиков, яблок и слив.

## Транспорт
- Автомагистрали
- RP5, RP65, RP76

Расстояние по автодороге: 
- до адм.центра  провинции Сан-Сальвадор-де-Жужуй - 331 км
- до ближайшего крупного города Ла-Кьяка - 62 км

## Демография
По данным национального института статистики и переписи населения численность населения города составляла:
| Население чел.(1991) | Население чел.(2001) | Население чел.(2010) | мужское чел.(2010) | женское чел.(2010) | Динамика изменения в % (2001 → 2010) |
| -------------------- | -------------------- | -------------------- | ------------------ | ------------------ | ------------------------------------ |
| 302                  | 332                  | 305                  | 154                | 151                | ▼0,94%                               |

## Туризм
В посёлке нет гостиниц помимо очень простого общежития управляемого муниципалитетом.Также нет и заведений общественного питания.

## Достопримечательности
- Церковь Святой Екатерины (на площади). Вместе с домом семьи Саравиа церковь XVII века представляет собой архитектурный ансамбль. Трёхэтажная башня телескопической церкви возвышается над входной дверью и имеет ту же ширину, что и церковь на высоте в десять метров. Крыльцо церкви находится под башней и открывается к задней части до 30-метрового церковного нефа. Старые алтари церкви были заменены новыми.
- Региональный Музей Эпифанио Саравиа. Музей расположен в старейшем доме деревни. Он принадлежал Лауреано Саравиа, видному провинциальному политическому деятелю конца XIX века. В шести комнатах коллекция региональных объектов из жизни испанских колонизаторов и коренных народов, таких как старое оружие, наконечники копий, весы, одежда, музыкальные инструменты, мебель и аксессуары Гаучо. В Доме Культуры по соседству коллекция дополняется четырьмя комнатами с керамикой, фотографиями и религиозным искусством.
- Публичная библиотека Санта-Каталины. Самая высокорасположенная библиотека Аргентины с литературным сокровищем содержащим около 7000 книг была основана 130 лет назад.